# Гродеково (Анучинський район)
Гродеково (рос. Гродеково) — село у Анучинському районі Приморському краю Російської Федерації.
Муніципальне утворення — Анучинський муніципальний округ. Населення становить 278 осіб.

## Історія
Згідно із законом від 6 грудня 2004 року № 177-КЗ у 2004—2019 роках муніципальним утворенням було Анучинське сільське поселення.

## Населення
| 1912 | 1915 | 2001 | 2002 | 2010 |
| ---- | ---- | ---- | ---- | ---- |
| 136  | ↗222 | ↗360 | ↘301 | ↘278 |